# Sesamum
- Commons
- Wikispecies

Sesamum L. é um género botânico pertencente à família Pedaliaceae.

## Espécies
Formado por aproximadamente 60 espécies:
Sesamum abbreviatum Sesamum africanum Sesamum alatum
Sesamum angolense Sesamum angustifolium Sesamum antirrhinoides
Sesamum auriculatum Sesamum baumii Sesamum biapiculatum
Sesamum brasiliense Sesamum caillei Sesamum calycinum
Sesamum capense Sesamum digitaloides Sesamum dinterii
Sesamum edule Sesamum ekambaramii Sesamum foetidum
Sesamum gibbosum Sesamum gracile Sesamum grandiflorum
Sesamum heudelotii Sesamum hopkinsii Sesamum indicum
Sesamum javanicum Sesamum laciniatum Sesamum lamiifolium
Sesamum latifolium Sesamum lepidotum Sesamum luteum
Sesamum macranthum Sesamum malabaricum Sesamum marlothii
Sesamum microcarpum Sesamum mombazense Sesamum mulayanum
Sesamum occidentalis Sesamum oleiferum Sesamum orientale
Sesamum parviflorum Sesamum pedalioides Sesamum pentaphyllum
Sesamum prostratum Sesamum pterospermum Sesamum radiatum
Sesamum repens Sesamum rigidum Sesamum rostratum
Sesamum sabulosum Sesamum schenckii Sesamum schinzianum
Sesamum somalense Sesamum talbotii Sesamum thonneri
Sesamum trifoliatum Sesamum triphyllum
- «Lista completa»

## Classificação do gênero
| Sistema | Classificação                        | Referência               |
| ------- | ------------------------------------ | ------------------------ |
| Linné   | Classe Didynamia, ordem Angiospermia | Species plantarum (1753) |